# Hitomi
hitomi（ヒトミ、1976年1月26日 - ）は、日本の歌手、シンガーソングライター。本名及び旧芸名、古谷 仁美（ふるや ひとみ）。エイベックス・マネジメント所属、レコードレーベルはエイベックス傘下maximum10。公称身長167センチメートル (cm)。血液型B型。

## 略歴
栃木県で生まれ、神奈川県川崎市で育った。
1993年雑誌『Fine』のモデルになり、ヒロミチナカノのショーなどに出演。中学生時分から数々のオーディションに応募し、中学最終年の1990年に出場した第15回ホリプロタレントスカウトキャラバンで決勝まで進む。「モモコクラブ」に桃組出席番号3429番として所属するなど歌手デビュー以前から芸能活動していた。ほかにCS放送『スペースシャワーTV』でナビゲーターなどを務め、当時に小室哲哉に認知を得る。
1994年に小室がプロデュースしたシングル「Let's Play Winter」でCDデビューする。1995年は、2月に2ndシングル「WE ARE "LONELY GIRL"」でオリコン最高位61位を記録し、4月に3rdシングル「CANDY GIRL」で39万枚を売り上げてオリコンチャート初TOP15入りするスマッシュヒットとなる。デビュー当初からほとんどの楽曲を自ら作詞する。
1996年に2ndオリジナルアルバム『by myself』を約80万枚売り上げてオリコンチャート1位となる。「小室ファミリーの落ちこぼれ」と自称するほどメガヒットがないことを気にしていたが、1998年頃に小室プロデュースから離れて以降、売り上げが乱高下するほかのファミリーや元ファミリーと異なり順調にヒット作品を発売し、2000年から2002年は隆盛期である。
1999年に初のベスト・アルバム『h』を約50万枚を売り上げてオリコンチャート1位となる。2000年にシドニー五輪で金メダルを獲得した女子マラソンの高橋尚子が、練習中やレース前にテンションを上げる曲として「LOVE 2000」を紹介して同曲が再注目されて再びチャートを上昇させた。2002年に元GASBOYSのメンバーでデザイン会社勤務の7歳年上の男性と結婚し、まもなくして卵巣腫瘍を患うが手術に成功して回復した。2002年に2ndベスト・アルバム『SELF PORTRAIT』を約60万枚売り上げて2度目のオリコンチャート1位となる。
2004年に1年半の休業を経て活動を再開し、2002年に放映されたドラマ私立探偵濱マイクにゲスト出演した。2005年にデビュー10周年を機に独立してエイベックスより新プライベート・レーベル"LOVE LIFE RECORDS"を立ち上げ、28thシングル「Japanese girl」をレーベルから初めて発売する。
2007年は、映画『悪夢探偵』で長編映画に初主演し、『Waiting for the Sun“天気待ち”』で舞台に初出演する。秋に結婚生活に確執が生じて離婚を発表する。同年12月5日にコンプリートベスト盤『peace』をアルバム、DVD、ボックスセットの3タイトルで同時発売し、デビューから全てのシングル曲を収録する。
2008年6月30日に俳優の羽田昌義と再婚して、7月11日にブログで発表した。妊娠4か月で「いろいろなことが起こって自分でもびっくりしているのと、嬉しい気持ちで一杯です」「温かく見守って頂けたら幸いです」と記して12月23日に約2,900グラム (g) の女児を出産した。
2009年6月にアルバム「LOVE LIFE 2」を発売する。自身の臨月の腹部を露出したジャケット写真やPVを発表し、続いて発売された同タイトルの写真集で、妊娠中の豊かな乳房や陰部を露出したヘアヌードを披露した。
- 近年は母親の立場で歌う楽曲が多い。2011年4月に、FACTが所属するエイベックス傘下のインディーズ・レーベル「maximum10」への移籍を発表[1]し、27日に10thオリジナルアルバム『SPIRIT』を発売。

2011年12月7日に半年以上別居状態であった夫と離婚に向けた話合いをしていることが明らかになり、8日に離婚届を提出したことを事務所を通じて明らかにした。
2013年10月に事務所が分社され、エイベックス・ヴァンガードに所属する。のちにヴァンガードがエイベックス・マネジメントに吸収合併されてからマネジメントの所属となる。
2014年5月に会社経営者と再婚し、妊娠を発表して11月に男児を出産。
2016年5月に第3子妊娠を発表して10月22日に男児を出産。
2020年1月に第4子妊娠を発表して7月24日に男児を出産する。
2025年8月23日、デビュー30周年記念ライブ『hitomi 30th Anniversary Acoustic Live 2025』を東京・目黒Blues Alley Japanにて開催予定。

## エピソード・関連人物等

### 歌手・芸能活動
歌手デビュー前は本名の「古谷仁美」名義で活動した。幼少の頃から歌手を目指し、「ライブアーティストになりたいと思っている」と語る。デビューシングルでは、歌詞は彼女の直筆であった。
デビュー前に小室がhitomiに一定期間日記を付けさせた結果「基本的に文語体中心だけど、どこで探してきたんだという位古い言葉を使うのが好き」「思っていた以上に丁寧で、同世代の女性の代弁者になれる」と評し、大方の作詞作業をhitomiに委ね、楽曲の音源をhitomiの歌詞に合わせて付け足していく要領で制作していた。その際に小室は「作詞家として書くのではなくて、一人の女の子として書いてほしい」と要請した。何日かけても「無理して綺麗事を並べた」様な歌詞しか書けなくて、悩んでいるhitomiに小室は「友達の電話の内容をメモしてみれば」とアドバイスした。その時の2人の様子を見ていた麻生香太郎は「努力家であり、小室からダメ出しを食らってもすぐに別の案を出していた」と語っている。
反面、初対面の際に「氷室京介さんが好きです」と言われて話し込んだ時に小室の名前を一度も出さなかったため、小室は「一緒にやっていけるのだろうか」と思ったほどに素行面に不安があったという。hitomiも「デビューできればどこでもいい」という思想で数々のオーディションに応募していたため、小室についてはTM NETWORK時代のことも全く頭にないまま対面した。
1997年10月発売のシングル「PRETTY EYES」では、プロデューサーの小室によると、「彼女には自然体で歌って欲しく、敢えて衣装等は考えていない」との事。当時のロケ地はスペイン某所。翌年あたりから歌詞の一人称に「僕」を入れるようになった。また、この頃から作詞のみならず作曲にも挑戦している。
自室だけでは無く、車内や風呂場でも歌詞を書くこともある。マラソン選手、高橋尚子は練習中、よく彼女の歌を聞いてテンションを上げたのみならず、実際に彼女の歌を歌ったことがある（高橋が歌っていた曲も「LOVE2000」）。
2000年にアルバム「LOVE LIFE」のジャケットは下着一枚のセミヌード写真であった。映画出演の際、彼女は「実は怖い番組が苦手」と述べている。
2002年から毎年夏季に全国各地で開催されている所属会社主催のコンサート「a-nation」にはほぼ毎回出演している。2007年12月に発売されたアルバム「peace」は、CDまたは歌詞カードはそれぞれ赤、黄、青を基調としている。
2009年5月の出産後初のシングル「WORLD!WIDE!LOVE!」は妊娠中に書き上げたもので、「お腹の中に居る子供の立場になって歌詞を書いた」と述べている。
2011年4月にインディーズ・レーベルの移籍に関して「今の事務所では個性を出し辛いから気持ちの切り替えのために決めたこと。だが今の事務所との繋がりは無くならないし、事務所主催のコンサートも今後も出演していく」と自身のブログで記述している。同年11月、初のミニアルバム「Special」はレーベルがインディーズではなく元の「avex trax」で発売された。その1ヶ月後に前夫の羽田と離婚した際、本人は「夫は家庭の事には全くノータッチで、これ以上夫婦生活を続けていく事は困難」と発言しており、自身のブログに於いても「二人にしか分からない事があります」「悩みに悩み、選んだ道です」とコメントしている。

### プライベート・嗜好
羽田とは舞台の稽古中に意気投合したことで知り合った。モデルの梨花とは仲が良く、彼女の写真集で共演したこともある。また、彼女の写真集には梨花との対談も収録されている。
ペットは犬（ブルドッグが2匹いる）と猫を数匹飼育している。特にブルドッグはブログでたびたび公開されている。
徹底した体型維持を続けており、女性人気の理由の一つにもなっている。趣味のウォーキングや定期的にジム通いを習慣として腹筋を中心に鍛え、常に均整の取れたプロポーションを保っていることで、彼女の体重はデビュー当初からの体重（約47kg前後）を維持しており、妊娠中でもほとんど体形が変わっていない。妊娠中を除き、体重が50kgを超えたことは一度も無いという。その他にも定期的にジム通いをしたり、和食中心の食事にしたりすることで往年の体型を維持しているが、子供を出産してからは子育てに専念しており、ジム通いの頻度は減った。一時期子育てなどのストレスで食べ過ぎてしまい、ややプロポーションを崩してしまったこともあったが、アルバム『∞』リリースに備えてエクササイズを始め、再び腹筋の割れたプロポーションを取り戻した。ウォーキングでは必ず万歩計を腰に着用している。その徹底した体型維持から女性誌やエクササイズ本の表紙もたびたび飾っている。
その他の趣味は音楽鑑賞、洋服に関すること。特に音楽は洋楽が好きで、好きな歌手はジェーン・バーキンなど。
兄が1人いるが、一般人のため氏名や職業は公表していない。また、家族についての言及もかなり少ない。30歳近くになるまで着物を着たことがなく、30歳の誕生日の時彼女の着物姿をブログで公開していた。
好きな場所はシチリア・アテネなど、地中海地域。海外旅行やロケでもよく訪れている。好きな食べ物は和食類で、特に納豆や豆腐などを好む。辛い物も好き。
朝食は欠かさず食べる方で、一貫して和食に徹している。嫌いな食べ物はパパイヤ、イチジク。
大の酒好きで、酒は特に日本酒が好きである。左利きで、食事の時の箸は左手だが、字を書く時は幼い時に直されたため右手である。
愛読書は岡本太郎、愛車はBMW・Z4、免許取得は20代になってから。
子供を出産する前、産院を予め下見していたと言う。出産した場所は助産院。妊娠については義姉からアドバイスを受けていた。
ロングヘアーのイメージが強いが、実際は過去に4度髪を切っている。また、最近では眼鏡をかけていることもしばしばある。2008年秋以降はショートカットヘアー。

### CM関連
2002年に出演したダイエットコカコーラのCMでは、ボクシングのジムでグローブを着用したり、ラテンダンスで派手な衣装を纏っていた。
2005年夏にユニリーバのCMに出演していた時は、髪型はアフロにしていた。

### その他
幼少期は「大人はみんな嘘つきで信用できない」と思っていた時期がある。
両親は栃木県出身。本人は栃木県で生まれているが同県に住んだ事は無い。
歌手デビュー当時、自宅マンションに不在でマネージャーが携帯電話へ連絡すると「沖縄に飛んでいる」と答えた。
神奈川県立柿生高校中退後に東海大学附属望星高校への編入学・卒業を経て、日本大学生産工学部へ入学するも中退。じっとしていることは好きでは無く、「引っ越しは幾度も経験している」と語る。
小室は「森高千里と尾崎豊をミックスして2で割った感じ」と評している。
公式ファンクラブ「no!cut」を自ら運営する。
妊娠中時代からブログ「ニンプのヒトミ」を記し、現在は「hitomiのヒトミ」と改題して継続する。2009年からセブン&アイ出版の生活情報誌「saita」で、三船美佳、小池栄子らと共に表紙に載る。
2010年秋期から自身と同世代の母親を対象にしたメールマガジン「カンガルーの会」を発足する。
2012年3月14日に「ヨコハマ3R夢（スリム）プラン」の広報大使となる。

## ディスコグラフィー
シングル「心の旅人」アルバム『TRAVELER』までは、avex traxよりリリース。シングル「Japanese girl」アルバム『LOVE CONCENT』以降はhitomi自身が独立して立ち上げたLOVE LIFE RECORDSよりリリース。シングル「TEPPEN STAR」はavex entertainmentよりリリース。『SELF PORTRAIT』 - 『TRAVELER』までは、CCCD仕様。

### シングル
| 枚                          | 通算               | 発売日             | タイトル                               | 販売形態               | 規格品番                     | 最高位             | 初収録アルバム     |                    |                    |
| avex trax レーベル          | avex trax レーベル | avex trax レーベル | avex trax レーベル                     | avex trax レーベル     | avex trax レーベル           | avex trax レーベル | avex trax レーベル | avex trax レーベル | avex trax レーベル |
| --------------------------- | ------------------ | ------------------ | -------------------------------------- | ---------------------- | ---------------------------- | ------------------ | ------------------ | ------------------ | ------------------ |
| 1st                         | 1                  | 1994年11月21日     | Let's Play Winter                      | 8cm CD                 | AVDD-20090                   | -                  | GO TO THE TOP      |                    |                    |
| 2nd                         | 2                  | 1995年2月22日      | WE ARE "LONELY GIRL"                   | 8cm CD                 | AVDD-20091                   | 61位               | GO TO THE TOP      |                    |                    |
| 3rd                         | 3                  | 1995年4月21日      | CANDY GIRL                             | 8cm CD                 | AVDD-20092                   | 15位               | GO TO THE TOP      |                    |                    |
| 4th                         | 4                  | 1995年7月26日      | GO TO THE TOP                          | 8cm CD                 | AVDD-20095                   | 19位               | GO TO THE TOP      |                    |                    |
| 5th                         | 5                  | 1996年2月28日      | Sexy                                   | 8cm CD                 | AVDD-20114                   | 9位                | by myself          |                    |                    |
| 6th                         | 6                  | 1996年5月22日      | In the future                          | 8cm CD                 | AVDD-20122                   | 7位                | by myself          |                    |                    |
| 7th                         | 7                  | 1996年8月7日       | by myself                              | 8cm CD                 | AVDD-20136                   | 7位                | by myself          |                    |                    |
| 8th                         | 8                  | 1997年4月9日       | BUSY NOW                               | 8cm CD                 | AVDD-20172                   | 4位                | déjà-vu            |                    |                    |
| 9th                         | 9                  | 1997年6月11日      | problem                                | 8cm CD                 | AVDD-20193                   | 6位                | déjà-vu            |                    |                    |
| 10th                        | 10                 | 1997年10月1日      | PRETTY EYES                            | 8cm CD                 | AVDD-20207                   | 5位                | déjà-vu            |                    |                    |
| 11th                        | 11                 | 1998年4月22日      | 空                                     | 8cm CD                 | AVDD-20243                   | 19位               | h                  |                    |                    |
| 12th                        | 12                 | 1998年12月2日      | Progress                               | 8cm CD                 | AVDD-20249                   | 20位               | h                  |                    |                    |
| 13th                        | 13                 | 1999年1月27日      | Someday                                | 8cm CD                 | AVDD-20285                   | 25位               | h                  |                    |                    |
| 14th                        | 14                 | 1999年6月16日      | 君のとなり                             | 8cm CD                 | AVDD-20312                   | 13位               | thermo plastic     |                    |                    |
| 15th                        | 15                 | 1999年8月4日       | there is...                            | 8cm CD                 | AVDD-20326                   | 17位               | thermo plastic     |                    |                    |
| 16th                        | 16                 | 1999年10月6日      | 体温                                   | 8cm CD                 | AVDD-20332                   | 19位               | thermo plastic     |                    |                    |
| 17th                        | 17                 | 2000年6月28日      | LOVE 2000                              | 12cm CD                | AVCD-30117                   | 5位                | LOVE LIFE          |                    |                    |
| 18th                        | 18                 | 2000年9月20日      | MARIA                                  | 12cm CD                | AVCD-30089                   | 12位               | LOVE LIFE          |                    |                    |
| 19th                        | 19                 | 2000年11月8日      | キミにKISS                             | 12cm CD                | AVCD-30159                   | 9位                | LOVE LIFE          |                    |                    |
| 20th                        | 20                 | 2001年4月18日      | INNER CHILD                            | 12cm CD                | AVCD-30208                   | 16位               | huma-rhythm        |                    |                    |
| 21st                        | 21                 | 2001年8月22日      | IS IT YOU?                             | 12cm CD                | AVCD-30266                   | 4位                | huma-rhythm        |                    |                    |
| 22nd                        | 22                 | 2001年10月24日     | I am/innocence                         | 12cm CD                | AVCD-30292                   | 7位                | huma-rhythm        |                    |                    |
| 23rd                        | 23                 | 2002年1月9日       | SAMURAI DRIVE                          | 12cm CD                | AVCD-30305                   | 3位                | huma-rhythm        |                    |                    |
| 24th                        | 24                 | 2002年2月14日      | Understanding                          | 12cm CD                | AVCD-30340                   | 10位               | SELF PORTRAIT      |                    |                    |
| 25th                        | 25                 | 2002年8月21日      | flow/BLADE RUNNER                      | CCCD                   | AVCD-30361                   | 9位                | SELF PORTRAIT      |                    |                    |
| 26th                        | 26                 | 2004年2月11日      | ヒカリ                                 | CCCD+DVD               | AVCD-30562                   | 16位               | TRAVELER           |                    |                    |
| 26th                        | 26                 | 2004年2月11日      | ヒカリ                                 | CCCD                   | AVCD-30563                   | 16位               | TRAVELER           |                    |                    |
| 27th                        | 27                 | 2004年4月28日      | 心の旅人/SPEED☆STAR                    | CCCD                   | AVCD-30588                   | 27位               | TRAVELER           |                    |                    |
| LOVE LIFE RECORDS レーベル  |                    |                    |                                        |                        |                              |                    |                    |                    |                    |
| 28th                        | 28                 | 2005年6月1日       | Japanese girl                          | CD                     | AVCD-30728 (1万枚限定生産盤) | 18位               | LOVE CONCENT       |                    |                    |
| 28th                        | 28                 | 2005年6月1日       | Japanese girl                          | CD                     | AVCD-30729 (通常盤)          | 18位               | LOVE CONCENT       |                    |                    |
| 29th                        | 29                 | 2005年8月24日      | Love Angel                             | CD                     | AVCD-30803 (グッズ付)        | 34位               | LOVE CONCENT       |                    |                    |
| 29th                        | 29                 | 2005年8月24日      | Love Angel                             | CD                     | AVCD-30804 (通常盤)          | 34位               | LOVE CONCENT       |                    |                    |
| 30th                        | 30                 | 2005年11月23日     | CRA"G"Y☆MAMA                           | CD                     | AVCD-30840 (初回限定盤)      | 46位               | LOVE CONCENT       |                    |                    |
| 30th                        | 30                 | 2005年11月23日     | CRA"G"Y☆MAMA                           | CD                     | AVCD-30841 (通常盤)          | 46位               | LOVE CONCENT       |                    |                    |
| 31st                        | 31                 | 2006年5月10日      | GO MY WAY                              | CD                     | AVCD-30958                   | 22位               | LOVE CONCENT       |                    |                    |
| 32nd                        | 32                 | 2006年9月13日      | アイ ノ コトバ                         | CD                     | AVCD-31024                   | 49位               | LOVE CONCENT       |                    |                    |
| 配信                        | 33                 | 2008年8月27日      | Fight for Your Run☆                    | デジタル・ダウンロード | デジタル・ダウンロード       | -                  | LOVE LIFE 2        |                    |                    |
| 33rd                        | 34                 | 2009年5月20日      | WORLD! WIDE! LOVE!                     | CD                     | AVCD-31505                   | 119位              | LOVE LIFE 2        |                    |                    |
| 配信                        | 35                 | 2010年7月28日      | Love me Love body                      | デジタル・ダウンロード | デジタル・ダウンロード       | -                  |                    |                    |                    |
| 34th                        | 36                 | 2011年2月16日      | 生まれてくれてありがとう/Smile World   | CD+DVD                 | AVCD-31974                   | 48位               | Special            |                    |                    |
| 34th                        | 36                 | 2011年2月16日      | 生まれてくれてありがとう               | CD                     | AQC1-50561                   | -                  | Special            |                    |                    |
| avex entertainment レーベル |                    |                    |                                        |                        |                              |                    |                    |                    |                    |
| 35th                        | 37                 | 2013年12月18日     | TEPPEN STAR                            | CD+DVD                 | AVCA-74030                   | 113位              |                    |                    |                    |
| 35th                        | 37                 | 2013年12月18日     | TEPPEN STAR                            | CD                     | AVCA-74031                   | 113位              |                    |                    |                    |
| avex trax レーベル          |                    |                    |                                        |                        |                              |                    |                    |                    |                    |
| ※ (配信)                    | 38                 | 2014年3月18日      | バラユメ collaboration with MAX        | デジタル・ダウンロード | デジタル・ダウンロード       | -                  |                    |                    |                    |
| 配信                        | 39                 | 2014年4月3日       | RAINBOW                                | デジタル・ダウンロード | デジタル・ダウンロード       | -                  |                    |                    |                    |
| 配信                        | 40                 | 2014年4月3日       | GO-GO たまごっち!                      | デジタル・ダウンロード | デジタル・ダウンロード       | -                  |                    |                    |                    |
| 配信                        | 41                 | 2017年2月2日       | 夢運んだランドセル                     | デジタル・ダウンロード | デジタル・ダウンロード       | -                  |                    |                    |                    |
| 配信                        | 42                 | 2019年6月28日      | LOVE 2020                              | デジタル・ダウンロード | デジタル・ダウンロード       | -                  |                    |                    |                    |
| avex club・HMV レーベル     |                    |                    |                                        |                        |                              |                    |                    |                    |                    |
| ※                           | 43                 | 2021年12月22日     | LOVE 2000/in the future                | 7inch                  | AQJH-77510                   | -                  |                    |                    |                    |
| ※                           | 44                 | 2021年12月22日     | CANDY GIRL/by myself                   | 7inch                  | AQJH-77511                   | -                  |                    |                    |                    |
| ※                           | 45                 | 2021年12月22日     | SAMURAI DRIVE/BUSY NOW                 | 7inch                  | AQJH-77512                   | -                  |                    |                    |                    |
| ※                           | 46                 | 2024年11月3日      | LOVE 2000/In the future                | 7inch                  | AQJD-77659                   | -                  |                    |                    |                    |
| ※                           | 47                 | 2025年2月26日      | Let's Play Winter/WE ARE "LONELY GIRL" | 7inch                  | AQJD-77685                   | -                  |                    |                    |                    |

### アルバム

#### オリジナル・ミニ
| 枚                                    | 発売日                        | タイトル                      | 販売形態                      | 規格品番                      | 最高位                        |
| avex trax レーベル (メジャー)         | avex trax レーベル (メジャー) | avex trax レーベル (メジャー) | avex trax レーベル (メジャー) | avex trax レーベル (メジャー) | avex trax レーベル (メジャー) |
| ------------------------------------- | ----------------------------- | ----------------------------- | ----------------------------- | ----------------------------- | ----------------------------- |
| 1st                                   | 1995年9月27日                 | GO TO THE TOP                 | CD                            | AVCD-11342                    | 3位                           |
| 2nd                                   | 1996年9月11日                 | by myself                     | CD                            | AVCD-11476                    | 1位                           |
| 3rd                                   | 1997年11月12日                | déjà-vu                       | CD                            | AVCD-11575                    | 2位                           |
| 4th                                   | 1999年10月13日                | thermo plastic                | CD                            | AVCD-11743                    | 2位                           |
| 5th                                   | 2000年12月13日                | LOVE LIFE                     | CD                            | AVCD-11878                    | 2位                           |
| 6th                                   | 2002年1月30日                 | huma-rhythm                   | CD                            | AVCD-17048                    | 1位                           |
| 7th                                   | 2004年5月12日                 | TRAVELER                      | CD+DVD                        | AVCD-17462                    | 2位                           |
| 7th                                   | 2004年5月12日                 | TRAVELER                      | CD                            | AVCD-17446                    | 2位                           |
| 8th                                   | 2006年9月27日                 | LOVE CONCENT                  | CD+DVD                        | AVCD-23032                    | 13位                          |
| 8th                                   | 2006年9月27日                 | LOVE CONCENT                  | CD                            | AVCD-23033                    | 13位                          |
| 9th                                   | 2009年6月24日                 | LOVE LIFE 2                   | CD+DVD                        | AVCD-23867                    | 27位                          |
| 9th                                   | 2009年6月24日                 | LOVE LIFE 2                   | CD                            | AVCD-23868                    | 27位                          |
| maximum10 レーベル (インディーズ)     |                               |                               |                               |                               |                               |
| 10th                                  | 2011年4月27日                 | SPIRIT                        | CD                            | MXMM-10113                    | 125位                         |
| LOVE LIFE RECORDS レーベル (メジャー) |                               |                               |                               |                               |                               |
| Mini (1st)                            | 2011年11月30日                | Special                       | CD+DVD                        | AVCD-38372                    | 151位                         |
| maximum10 レーベル (インディーズ)     |                               |                               |                               |                               |                               |
| 11th                                  | 2012年10月10日                | ∞                             | CD+DVD                        | CTCM-65114                    | 111位                         |
| 11th                                  | 2012年10月10日                | ∞                             | CD                            | CTCM-65115                    | 111位                         |
| ※配信Mini (2nd)                       | 2015年10月21日                | Journey                       | デジタル・ダウンロード        | デジタル・ダウンロード        | -                             |

#### その他のアルバム
| 備考                                         | 発売日             | タイトル             | 販売形態           | 規格品番                        | 最高位             |
| avex trax レーベル                           | avex trax レーベル | avex trax レーベル   | avex trax レーベル | avex trax レーベル              | avex trax レーベル |
| -------------------------------------------- | ------------------ | -------------------- | ------------------ | ------------------------------- | ------------------ |
| 1stベスト (※1994 - 1999シングル集)           | 1999年2月24日      | h                    | CD                 | AVCD-11705                      | 1位                |
| 2ndベスト (※1999 - 2002シングル集)           | 2002年9月4日       | SELF PORTRAIT        | 2CD（CCCD）        | AVCD-17158                      | 1位                |
| カップリング企画集 (※2000 - 2002)            | 2003年10月16日     | HTM〜TIARTROP FLES〜 | CCCD               | AVCD-17367                      | 19位               |
| LOVE LIFE RECORDS レーベル                   |                    |                      |                    |                                 |                    |
| 4thベスト (※1994 - 2007シングルコレクション) | 2007年12月5日      | peace                | 3CD+3DVD           | AVC1-23506 - Amazon限定盤       | 19位               |
| 4thベスト (※1994 - 2007シングルコレクション) | 2007年12月5日      | peace                | 3CD+3DVD           | AVCD-23422 - 初回受注限定生産盤 | 19位               |
| 4thベスト (※1994 - 2007シングルコレクション) | 2007年12月5日      | peace                | 3CD                | AVCD-23425 - 通常盤             | 19位               |

### 参加作品
- YOU ARE THE ONE （1997年1月1日）- TK presents こねっと
- LOVE DA LOVE -my favorite thing-（1998年12月26日）- YOU THE ROCK & TSUTCHIE featuring hitomi
- エレファントラブ （2002年3月27日）- atami（アルバム「doppler」収録）
- 天国の歌 feat. hitomi （2007年1月31日）-Taiji All Stars
- 明日笑っていられるように（2014年4月16日配信開始） - 東京プリンとたいせつな仲間たち
- Anytime smokin' cigarette（2015年12月16日） - V.A.『#globe20th -SPECIAL COVER BEST-』[20]

### その他
- エイベックス オルゴールコレクション hitomi 作品集（2003年1月29日）
- おたんじょうびのうた - 『こどもちゃれんじ』の「おたんじょうび記念号」に付属するCD（2009年）
- J-POPハリケーン 〜hitomiだけ60分本気MIX〜 / MIX-J（2011年3月23日）

### 映像作品
- nine clips （1997年9月3日VHS、2000年3月29日DVD）
- nine clips 2 （2001年3月7日VHS/DVD）
- LIVE TOUR 2001 LOVE LIFE （2001年8月22日VHS/DVD）
- プラス (nine clips + nine clips 2) （2002年3月13日DVD）
- hitomi LIVE TOUR 2002 huma-rhythm （2002年9月4日DVD）
- frozen in time （2002年12月4日DVD）
- hitomi live tour 2004 TRAVELER （2004年9月29日DVD）
- hitomi 2005 10TH ANNIVERSARY LIVE THANK YOU （2005年6月1日DVD）
- hitomi japanese girl collection 2005 〜LOVE, MUSIC, LOVE FASHION〜 （2005年11月23日DVD）
- hitomi LIVE TOUR 2005 Love Angel （2006年3月29日DVD）

※「hitomi live tour 2004 TRAVELER」迄は、avex traxよりリリース。「hitomi 2005 10TH ANNIVERSARY LIVE THANK YOU」以降はhitomi自身が独立して立ち上げたLOVE LIFE RECORDSよりリリース。

## カヴァー曲
- アイドルを探せ (LA PLUS BELLE POUR ALLER DANSER)
- SAMURAI DRIVE（原曲cune『SAMURAI DRIVE』）
  - cune版の同曲歌詞の一人称「俺」がhitomi版では「僕」に差し替えられている。
  - 歌詞が一部異なっている。
  - エイベックスのコンピレーションアルバム「EXA IDOL COMPLEX ～Super-duper！～」にてアイドルグループ虹色幻想曲 〜プリズム・ファンタジア〜によって更にカヴァーされている。
- SPEED☆STAR（原曲TRIPLANE『スピードスター』）
  - 曲タイトル改題。カヴァー曲扱いでありながら、TRIPLANEとの共同での作詞作曲という表記がされている。また、同曲は原曲とは歌詞、曲調共に一部異なる。
- Venus（原曲はショッキング・ブルー『ヴィーナス』だが、バナナラマ版の方が近い）
  - Japanese girlのカップリング曲でP&Gジレット『ビーナス ディバイン』CF曲
- ありったけの愛（原曲THEATRE BROOK『ありったけの愛』）
- GO-GO たまごっち!（原曲ならゆりあ『GO-GO たまごっち!』）

## タイアップ
| 曲名                                             | タイアップ                                                                                  |
| ------------------------------------------------ | ------------------------------------------------------------------------------------------- |
| Let's Play Winter                                | 日本テレビ系『アクション! SNOW BOARD』エンディング・テーマ                                  |
| WE ARE "LONELY GIRL"                             | NTTドコモ「ベルミー」CMソング                                                               |
| CANDY GIRL                                       | 日本コダック「スナップキッズEX」CMソング                                                    |
| GO TO THE TOP                                    | テレビ朝日系ドラマ『カケオチのススメ』挿入歌                                                |
| Sexy                                             | コミー「東京ビューティーセンター'96 レディープロデュース・キャンペーン」CMソング            |
| In the future                                    | 明治製菓「アメリカンチップス」CMソング                                                      |
| Shinin' On                                       | アサヒコーポレーション「ドライ・シューズ」CMソング                                          |
| by myself                                        | 関西テレビ・フジテレビ系ドラマ『もう我慢できない!』挿入歌                                   |
| BUSY NOW                                         | ダイハツ工業「テリオス」CMソング                                                            |
| problem                                          | 資生堂「コスメニティ ヘアマニキュアジェル」CMソング                                         |
| PRETTY EYES                                      | 三貴「銀座ジュエリーマキ エステートツインジュエリー」CMソング                               |
| Digital Worker (Who's he?)                       | ダイハツ工業「テリオス」CMソング                                                            |
| 空                                               | ポッカコーポレーション「レモンの雫」CMソング                                                |
| Progress                                         | シチズン「XC」CMソング                                                                      |
| Progress                                         | TBS系「ワンダフル」エンディング・テーマ                                                     |
| Someday                                          | 花王「ソフィーナ AUBE ルージュドレシャス」CMソング                                          |
| 君のとなり                                       | アトラス社ゲーム『ペルソナ2 罪』CMソング                                                    |
| WISH                                             | 読売テレビ・日本テレビ系ドラマ『ロマンス』挿入歌                                            |
| MADE TO BE IN LOVE                               | 読売テレビ・日本テレビ系ドラマ『ロマンス』挿入歌                                            |
| there is...                                      | 関西テレビ・フジテレビ系ドラマ『救急ハート治療室』主題歌                                    |
| 体温                                             | TBS系『COUNT DOWN TV』エンディング・テーマ                                                  |
| UNDER THE SUN                                    | カシオ計算機「カシオ・プレッツ」CMソング                                                    |
| LOVE 2000                                        | 日本テレビ系『劇空間プロ野球2000』イメージ・ソング                                          |
| アイドルを探せ (LA PLUS BELLE POUR ALLEN DANSER) | 資生堂「TAPHY」CMソング                                                                     |
| destiny                                          | 朝日放送『ガラスの地球を救え』イメージ・ソング                                              |
| MARIA                                            | 日本テレビ系『M-mania』オープニング・テーマ                                                 |
| MARIA                                            | 日本テレビ系『トヨタプリンセスカップ2000』イメージ・ソング                                  |
| 永遠というカテゴリー                             | 資生堂「TAPHY MILD」CMソング                                                                |
| OVER THE WORLD                                   | NTTドコモ関西「iモード」CMソング                                                            |
| キミにKISS                                       | 日本テレビ系ドラマ「ストレートニュース」エンディング・テーマ                                |
| FAT FREE                                         | アデコキャリアスタッフCMソング                                                              |
| INNER CHILD                                      | グンゼ「BODY WILD」CMソング                                                                 |
| IS IT YOU?                                       | フジテレビ系ドラマ『できちゃった結婚』主題歌                                                |
| OPEN MIND                                        | OPEL「VITA」CMソング                                                                        |
| I am                                             | 読売テレビ・日本テレビ系アニメ『犬夜叉』オープニング・テーマ                                |
| innocence                                        | 三菱電機「デジタル・ムーバ D503iS HYPER」CMソング                                           |
| innocence                                        | フジテレビ系『ベルリンマラソン』イメージ・ソング                                            |
| SAMURAI DRIVE                                    | 花王「Brand-new AUBE」CMソング                                                              |
| Understanding                                    | フジテレビ系『ソルトレーク2002』イメージ・ソング                                            |
| flow                                             | TBS系『サバイバー』テーマ・ソング                                                           |
| flow                                             | 三菱電機「ムーバD251i, ムーバD504i」CMソング                                                |
| BLADE RUNNER                                     | 花王「AUBE」CMソング                                                                        |
| プラスティック タイムマシーン                    | 三菱電機「ムーバD251i, ムーバD504i」CMソング                                                |
| プラスティック タイムマシーン                    | サミーネットワークス「プラチナ メロディ」CMソング                                           |
| ヒカリ                                           | TBS系『恋するハニカミ!』テーマ・ソング                                                      |
| ヒカリ                                           | テレビ東京系『第1回全日本大学女子選抜駅伝競争』テーマ・ソング                               |
| 心の旅人                                         | フジテレビ系ドラマ『離婚弁護士』主題歌                                                      |
| SPEED☆STAR                                       | 東芝「A5504T(au)」CMソング                                                                  |
| Japanese girl                                    | 日本テレビ系『音楽戦士 MUSIC FIGHTER』2005年5月度オープニング・テーマ                       |
| Japanese girl                                    | テレビ大阪『ヒロイン誕生!』テーマソング                                                     |
| Venus                                            | ジレット「ヴィーナス ディバイン」CMソング                                                   |
| Love Angel                                       | ユニリーバ・ジャパン「mod's hair」CMソング                                                  |
| Love Angel                                       | 日本テレビ系『@サプリッ!』エンディング・テーマ                                              |
| CRA"G"Y☆MAMA                                     | USEN「GyaO」CMソング                                                                        |
| GO MY WAY                                        | TBS系ドラマ『弁護士のくず』主題歌                                                           |
| GO MY WAY                                        | ミュゥモ CMソング                                                                           |
| アイ ノ コトバ                                   | 日本テレビ系『スポーツうるぐす』テーマ・ソング                                              |
| アイ ノ コトバ                                   | music.jp TV-CMソング                                                                        |
| アイ ノ コトバ                                   | ミュゥモ TV-CMソング                                                                        |
| アイ ノ コトバ                                   | dwango「いろメロミックスDX」CMソング                                                        |
| Day-O                                            | ジャックス「ジャックスカード」CMソング                                                      |
| WORLD! WIDE! LOVE!                               | 三基商事「エアステリニエ」CMソング                                                          |
| WORLD! WIDE! LOVE!                               | BeeTVドラマ『KOI☆AGE〜恋するアゲハ〜』オープニング・テーマ                                  |
| ココロの草原                                     | ベネッセコーポレーション「こどもちゃれんじ」タイアップソング                                |
| 探し続けてたもの                                 | BeeTVドラマ『KOI☆AGE〜恋するアゲハ〜』主題歌                                                |
| エターナル☆サンシャイン                          | 朝日生命保険相互CMソング                                                                    |
| エターナル☆サンシャイン                          | 江崎グリコ「カロリーコントロールアイス」CMソング                                            |
| 旅立ちに吹く風                                   | 「広島国際大学」CMイメージソング                                                            |
| Love me Love body                                | 日本コカ・コーラ「LOVE BODY」オフィシャルソング                                             |
| Smile World                                      | サンリオ50thアニバーサリー・ソング「GREEN TOKYO HELLO KITTY&FRIENDS」テーマ・ソング         |
| 生まれてくれてありがとう                         | 全日本私立幼稚園連合会「こどもがまんなかプロジェクト」キャンペーンソング                    |
| Song for you☆                                    | 内閣府パープルダイヤルTVCMソング                                                            |
| Special                                          | NHK教育アニメ『はなかっぱ』オープニング・テーマ                                             |
| グル☆まぜYeah!!                                  | NHK教育アニメ『はなかっぱ』エンディング・テーマ                                             |
| Venus（オリジナル曲）                            | テレビ東京系ミニ番組「ヴィーナスの秘密」テーマソング                                        |
| ノコサズタベ・スリムリル                         | BS日テレ「セレブ通信」テーマ曲                                                              |
| ノコサズタベ・スリムリル                         | 「ヨコハマ3R夢プラン」テーマソング                                                          |
| TEPPEN STAR                                      | 東映配給映画『仮面ライダー×仮面ライダー 鎧武&ウィザード 天下分け目の戦国MOVIE大合戦』主題歌 |
| GO-GO たまごっち!                                | テレビ東京系アニメ『たまごっち!』オープニング・テーマ                                       |
| RAINBOW                                          | テレビ東京系アニメ『たまごっち!』エンディング・テーマ                                       |

## 出演

### テレビレギュラー
- プリティガレッジ（日本テレビ MC）
- ガガガガガレッジセール（同）
- ザ・プライムショー（WOWOWプライム 火曜キャスター）
- セレブ通信（BS日本）

### ラジオレギュラー
- G1グルーパー（TOKYO FM系列 火曜担当 1996年 - 1997年）
- THE ROCK'N DREAMERS〜Absolute Zero〜（NACK5 1999年 - 2001年）
- BODYWILD Presents Hitomi WILD JAM（fm osaka、TOKYO FM 2001年4月 - 12月）

### テレビドラマ
- 弁護士のくず（2006年、TBS） オープニング映像に出演
- 24時間あたためますか?〜疾風怒涛コンビニ伝〜 第4章「自殺名所のコンビニ」（2008年、日本テレビ）客の女性・淳子役
- ファースト・クラス 第7話（2014年5月31日、フジテレビ）樫本潤役
- 病室で念仏を唱えないでください 第1話 （2020年1月17日、TBS)   谷村容子役

### テレビCM
- TBCグループ（1995年）
- グンゼ「BODY WILD」
- 花王「ソフィーナ AUBE」（2001年）
- 日本GM「オペル ヴィータ」
- ジャックス
- エスエス製薬「CUTINA」
- 三菱電機「mova D504i」
- 江崎グリコ「カロリーコントロールアイス」（2009年）
- ジャパンゲートウェイ「choice!」（2013年）

### 映画
- ライフ・イズ・ジャーニー（2003年、監督：田辺誠一）
- 悪夢探偵（2007年、監督：塚本晋也）- 霧島慶子 役

### 舞台
- Waiting for the sun「天気待ち」（2007年8月28日 - 9月2日、会場：東京芸術劇場:小ホール）

### NHK紅白歌合戦出場歴
| 年度/放送回             | 回 | 曲目          | 出演順 | 対戦相手   | 備考          |
| ----------------------- | -- | ------------- | ------ | ---------- | ------------- |
| 2000年(平成12年)/第51回 | 初 | LOVE 2000     | 17/28  | 氷川きよし | 紅白初出場    |
| 2002年(平成14年)/第53回 | 2  | SAMURAI DRIVE | 08/27  | DA PUMP    | 2年ぶりの出場 |